# Burkholderiaceae
I Burkholderiaceae sono una famiglia di batteri nell'ordine dei Burkholderiales.